# HMS Neptune (1909)
HMS Neptune var et britisk slagskib.
HMS Neptune blev udviklet som et forsøg på at løse det problem at de tidligere skibe af Dreadnought-typen ikke kunne bruge hele hovedskytset i en bredside. X-tårnet blev placeret et dæk højere end Y-tårnet, og P- og Q-tårnerne blev arrangeret således at de kunne skyde over dækket. Løsningen var ikke uden problemer. Skyding direkte over dækket var en stor belastning for skroget og X-tårnet kunne heller ikke skyde lige bagover uden at risikere at påføre mandskaberne i Y-tårnet skader som hjernerystelse, men skibet kunne dog i princippet skyde en bredside med alle ti kanonerne i hovedskytset.
Skibet var på det tidspunkt det blev operativ det hurtigste slagskib i den britiske marinen. Ved prøverne opnåede det en hastighed på 22,7 knob, og det kunne holde en hastighed på 21,75 knob over en periode på otte timer.
HMS Neptune blev operativt i januar 1909, og i maj samme år blev det flagskib for øverstkommanderene i Home Fleet. Det deltog i søslaget ved Jylland uden skader. Blev sat i reserve i 1919 og solgt til ophugning i september 1922.